# Emilio Serrano
Emilio Serrano (* 13. März 1850 in Vitoria, Baskenland; † 8. April 1939 in Madrid) war ein spanischer Pianist und Komponist.

## Leben
Emilio Serrano lebte seit seiner frühen Jugend in Madrid und erhielt am dortigen Konservatorium seine musikalische Ausbildung. Er studierte Klavier bei Dámaso Zabalza, Harmonielehre bei José Aranguren und Komposition bei Emilio Arrieta. Serrano begann schon bald, selbst zu unterrichten, und wurde nach Abschluss seiner Ausbildung in den Lehrkörper übernommen. Im Jahr 1894 übernahm er als Nachfolger des verstorbenen Arrieta dessen Lehrstuhl für Komposition, den er bis 1920 innehatte. Neben seiner Lehrtätigkeit war er ein produktiver Komponist und auch in vielen anderen Funktionen im Musikleben der spanischen Metropole aktiv. So war er als ausgezeichneter Pianist am spanischen Königshaus als Kammermusiker tätig, leitete einige Zeit das Königliche Theater und war eine führende und anerkannte Gestalt des damaligen Musiklebens in Madrid.
Er war ein vielseitiger Komponist, der neben Opern auch Zarzuelas, sinfonische, kammermusikalische und Klavierwerke schuf. Dabei stand er ganz in der Tradition der spanischen Musik seiner Zeit und war ein überzeugter Vertreter der spanischen Nationaloper.

## Werke (Auswahl)

### Opern
- Mitridates
- Giovanna la Pazza (Juana la loca)
- Irene de Ortranto
- Gonzalo de Córdoba
- La maja de rumbo

### Zarzuelas
- verschiedene Jugendwerke
- La Bejarana

### Verschiedene Werke
- Sinfonie in Es
- La primera salida de Don Quijote, Sinf. Dichtung
- Streichquartett in d
- Canciones del hogar für Gesang und Orchester

| Personendaten    | Personendaten                    |
| ---------------- | -------------------------------- |
| NAME             | Serrano, Emilio                  |
| KURZBESCHREIBUNG | spanischer Pianist und Komponist |
| GEBURTSDATUM     | 13. März 1850                    |
| GEBURTSORT       | Vitoria, Provinz Álava, Spanien  |
| STERBEDATUM      | 8. April 1939                    |
| STERBEORT        | Madrid, Provinz Madrid, Spanien  |